# Igreja da Luz (Osaka)
A Igreja da Luz (às vezes chamada de "Igreja com Luz") é a capela principal da Igreja Ibaraki Kasugaoka, uma igreja membro da Igreja Unida de Cristo no Japão. Foi construído em 1989, na cidade de Ibaraki, na prefeitura de Osaka. Este edifício é um dos projetos mais famosos do arquiteto japonês Tadao Ando.
Em 1999, o edifício principal foi ampliado com a adição de uma Escola Dominical.

## Construção e estrutura
A Igreja da Luz é uma pequena estrutura na esquina de duas ruas em Ibaraki, um bairro residencial. Está localizada a 25 km ao norte-nordeste de Osaka, no sopé oeste do corredor ferroviário do vale de Yodo. A igreja tem uma área de aproximadamente 113 m² (aproximadamente o mesmo tamanho de uma pequena casa).
A igreja foi planejada como um complemento da capela de madeira e da casa do ministro que já existia no local. A Igreja da Luz consiste de três "cubos" de concreto de 5,9m de largura por 17,7m de comprimento, por 5,9m de altura, transposto por uma parede inclinada a 15°, dividindo o cubo na capela e na área de entrada. Um cubo entra indiretamente na igreja, deslizando entre os dois volumes, um que contém a escola dominical e outro que contém o salão de adoração. Os bancos, juntamente com as tábuas do piso, são feitos de andaimes reutilizados usados na construção. Uma cruz foi cortada no concreto atrás do altar e fica "acesa" durante a manhã com a luz do sol (já que está voltada para o leste).
O trabalho arquitetônico encontrou problemas em levantar os fundos necessários. Inicialmente, receava-se que custaria mais do que o orçamento e Tadao Ando chegou a pensar em construí-lo sem telhado, mas a construtora doou o telhado e isso se tornou desnecessário.

## Inspirações no Design
Tadao Ando frequentemente usa filosofias zen ao conceituar suas estruturas. Um tema que ele expressa neste trabalho é a natureza dualista da existência. O espaço da capela é definido pela luz, com o forte contraste entre luz e sólido. Na capela, a luz entra por detrás do altar, através um corte transversal na parede de concreto que se estende verticalmente do chão ao teto e horizontalmente de parede a parede, alinhando-se perfeitamente com as juntas do concreto. Nesta interseção de luz e sólido, o ocupante deve se tornar consciente da profunda divisão entre o espiritual e o secular dentro de si mesmo.
Uma característica do interior é o seu profundo vazio. Muitos que entram na igreja dizem que a consideram perturbadora. O espaço vazio distinto e o silêncio absoluto significam uma sensação de serenidade. Para Ando, a ideia de "vazio" significa algo diferente. Destina-se a transferir alguém para o reino espiritual. O vazio destina-se a invadir o ocupante, para que haja espaço para o espiritual preenchê-lo.

## Tadao Ando e suas paredes
O único elemento transportado pelas estruturas de Tadao Ando é a idolatria à parede de concreto armado. A importância dada às paredes é um distinto afastamento da arquitetura modernista. Eles geralmente são feitos de concreto "in situ", feito no lugar. Cuidados consideráveis foram tomados para se conseguir paredes tão perfeitas quanto a técnica permitia. Essas paredes são espessas, sólidas, maciças e permanentes. A principal concha de concreto armado da Igreja da Luz tem 15 centímetros de espessura.
Segundo o arquiteto, em todos os seus trabalhos, a luz é um fator de controle importante:

"Eu crio espaços fechados principalmente por meio de grossas paredes de concreto. A principal razão é criar um lugar para o indivíduo, uma zona para si mesmo dentro da sociedade. Quando os fatores externos do ambiente de uma cidade exigem que a parede esteja sem aberturas, o interior deve ser especialmente completo e satisfatório". (...) Às vezes as paredes manifestam um poder que beira os violentos. Elas têm o poder de dividir espaço, transfigurar lugar e criar novos domínios. As paredes são os elementos mais básicos da arquitetura, mas elas também podem ser os mais enriquecedores".— Tadao Ando Architectuul
Uma superfície lisa foi obtida adotando uma mistura de qualidade de engenharia, e assegurando uma vibração minuciosa com uma cobertura mínima para as barras de reforço de 5 cm para evitar problemas de intemperismo e manchas. Como o concreto de Ando é trabalhado de forma tão precisa, produz uma ilusão de superfície tesa, em vez de apresentá-la como uma pesada massa terrestre. No entanto, suas paredes contêm imperfeições e são irregulares.